# Ге Іван Миколайович
Іва́н Микола́йович Ге́ (псевдоніми: Бертольді, Б.-ді-І; 12 (24) червня 1841 , Воронеж  — 30 червня (12 липня) 1893 , Київ ) — письменник, актор та режисер, молодший брат Григорія Ге та Миколи Ге.

## Життєпис
Походить з родини, котра мала предками французьких емігрантів. Навчався в Київській гімназії, перебував на військовій службі у царській армії. Після виходу у відставку, в 1870—1880 роках жив на Херсонщині у невеликому маєтку, займався господарюванням. Після пожежі, яка знищила всю маєтність, переїхав до Одеси.
Заснував та викладав на драматичних курсах в Одесі та Києві, писав російською мовою. Загалом написав 25 п'єс — оригінальні твори, перероблення, переклади; темою були злободенні соціальні й морально-етичні питання. Також писав нариси, оповідання, повісті. Його твори друкувалися в журналі «Артист», газетах «Голос», «Московская газета», «Новости дня», «Русские ведомости».
Серед п'єс — «Виновные, но несудимые», «Второй брак», «Идеалисты и практики», «Мотивы скорби», «Самородок», більшість була надрукована. Деякі ввійшли до репертуару київських та провінційних театрів 1870-1890-х років.
Похований у Києві.